# Xã Grassland, Quận Renville, Bắc Dakota
Xã Grassland (tiếng Anh: Grassland Township) là một xã thuộc quận Renville, tiểu bang Bắc Dakota, Hoa Kỳ. Năm 2010, dân số của xã này là 21 người.